# Amyntas Nikator
Amyntas Nikator (Tiếng Hy Lạp: Ἀμύντας ὁ Νικάτωρ, tước hiệu của ông có nghĩa là "Người Chinh Phục") là một vị vua của vương quốc Ấn-Hy Lạp. Tiền xu của ông đã được tìm thấy ở cả miền đông Punjab và Afghanistan, cho thấy ông đã cai trị một vùng lãnh thổ đáng kể.
Bopearachchi xác định triều đại của Amyntas vào khoảng 95-90 TCN, trong khi Senior cho rằng là vào khoảng 80-65 TCN.
Amyntas đã đúc tiền xu song ngữ bằng bạc với một loạt các bức chân dung. Hầu hết mặt phải của đồng tiền có hình của thần Zeus đang ngồi và lòng bàn tay nắm giữ một cành cọ chiến thắng cùng một bức tượng nhỏ của nữ thần Athena, mà theo RC Senior có thể đã cho thấy một liên minh triều đại của Menander I và dòng họ của Antialcidas. Một số đồng tiền của ông với mặt phải in hình ảnh chiến đấu của Athena vốn điển hình cho những vị vua thuộc dòng dõi Menander. Tên gọi Nikator (Người chiến thắng) trước đây chỉ được sử dụng trên đồng tiền của Agathocles, vua Bactria, một thế kỷ trước triều đại Amyntas.